# Basidiomycota
Încrengătura Basidiomycota (ciuperci adevărate sau bazidiomicete) este una dintre cele mai mari din regnul Fungi și cuprinde cele mai avansate specii din punct de vedere evolutiv din acest domeniu. Acești bureți au miceliu pluricelular cu hife binucleate. Ei pot fi simbionți micoriza, paraziți sau saprofiți.

## Caracteristici generale
Bazidiomicetele sunt ciuperci cu hife separate. Pe miceliu se  formează corpul de fructificare. Aceasta se compune din pălărie și picior constituite din hife ce aderă strâns una cu alta. La unele specii partea inferioară a pălăriei constă din nenumărate tuburi (ciuperci tubulare), la altele din lame (ciuperci lamelare). Au un rol important la alimentație, exista atât comestibile, necomestibile cât și otrăvitoare.

## Nutriție
Nutriția bazidiomicetelor este heterotrofă, mai exact saprofită și parazită sau acționând ca simbionți micoriza.

## Reproducerea
Ciupercile se reproduc prin miceliu sau spori.

## Sistematică
După Bruno Cetto și Linus Zeitlmayr, diviziunea Basidiomycota este împărțită în ordini care conțin mai multe familii și ele subîmpărțite în grupuri (selecție):
- Agaricales cu familiile: Agaricaceae, Cortinariaceae, Clavariaceae, Entolomataceae, Fistulinaceae, Hygrophoraceae, Hymenogastraceae, Inocybaceae, Lyophyllaceae, Marasmiaceae, Pluteaceae, Psathyrellaceae,[5] Strophariaceae, Tricholomataceae
- Amanitales cu familia: Amanitaceae
- Auriculariales cu familiile: Auriculariaceae, Exidiaceae,[6] Hyaloriaceae
- Boletales cu familiile: Boletaceae, Gyroporaceae, Paxillaceae, Sclerodermataceae, Suillaceae
- Cantharellales cu familiile: Cantharellaceae, Hydnaceae
- Gasteromycetes cu familiile:  Clathraceae, Geastraceae, Lycoperdaceae
- Gomphales cu familia: Gomphaceae
- Phallales cu familia: Phallaceae
- Polyporales, pe vremuri (Aphyllophorales), cu familiile: Bankeraceae, Ganodermataceae, Polyporaceae, Sparassidaceae etc.
- Russulales cu familiile: Auriscalpiaceae, Hybogasteraceae, Lachnocladiaceae, Peniophoraceae, Russulaceae, Stephanosporaceae, Stereaceae
- Theloporales cu familia: Thelephoraceae